# Восточный Миднапур
Восточный Миднапу́р или Пу́рба-Мединипу́р (англ. Purba Medinipur, бенг. পূ্র্ব মেদিনীপুর জেলা) — округ в индийском штате Западная Бенгалия. Образован 1 января 2003 года в результате разделения округа Миднапур. Административный центр округа — Тамлук. Восточный Миднапур граничит со штатом Орисса и с округами Западный Миднапур, Хаура и Южные 24 парганы. На юге омывается водами Бенгальского залива.